# Bayle (rivière)
Pour les articles homonymes, voir Bayle.
Le Bayle est un ruisseau qui traverse les départements des Landes et un affluent gauche de l'Adour dans le bassin versant de l'Adour.

## Hydronymie
Il naît sous le nom ruisseau de la Grave, qu'il porte jusqu'au lieu-dit Marianne (altitude 133 mètres), puis devient le ruisseau de Buros jusqu'à la confluence avec le ruisseau de Dauyet, au cœur de la retenue de Renung.

## Géographie
D'une longueur de 13,9 kilomètres, il prend sa source sur la commune de Bahus-Soubiran (Landes), à 200 mètres au sud-ouest de l'intersection des routes départementales 2 et 451, à l'altitude 159 mètres.
Il coule du sud-est vers le nord-ouest et se jette dans l'Adour à Renung (Landes), au lieu-dit le Petit-Jean, à l'altitude 50 mètres.

## Communes et cantons traversés
Dans le département des Landes, le Bayle traverse quatre communes et un canton : dans le sens amont vers aval : Bahus-Soubiran (source), Duhort-Bachen, Classun et Renung (confluence).
Soit en termes de cantons, le Bayle prend source et conflue dans le canton d'Aire-sur-l'Adour.

## Affluents
Le Bayle a un affluent référencé :
- le ruisseau de Dauyet (rd), 2,5 km, qui traverse Duhort-Bachen et Renung.